# Xếp hạng trường trung học phổ thông Việt Nam
Kể từ năm 2007, Bộ Giáo dục và Đào tạo Việt Nam bắt đầu công bố nhiều số liệu thống kê về kết quả kì thi Đại học - Cao đẳng và kì thi Tốt nghiệp Trung học Phổ thông của học sinh Việt Nam ở cấp phổ thông trung học. Dựa vào những số liệu này, báo chí Việt Nam bắt đầu lập ra danh sách xếp hạng các trường trung học phổ thông của Việt Nam theo nhiều tiêu chí khác nhau, đây là bảng thống kê có giá trị tham khảo quan trọng với học sinh cấp phổ thông trung học vì vậy nó đã có truyền thống từ lâu ở nhiều nước trên thế giới. Nhìn chung các trường Chuyên nổi tiếng như: THPT Chuyên Lê Hồng Phong (Nam Định),THPT Quốc Gia Chu Văn An, Hà Nội, Phổ thông Năng khiếu - ĐHQG TP.HCM, THPT Chuyên Lê Hồng Phong (TP.HCM) THPT Chuyên Hà Nội - Amsterdam (Hà Nội), THPT Chuyên Khoa học Tự nhiên - ĐH KHTN - ĐHQG Hà Nội, THPT Chuyên Trần Phú (Hải Phòng),... là những trường thường xếp cao ở hầu hết các tiêu chí.

## Theo mức độ cạnh tranh đầu vào
| Tên trường                                                               | Tỷ lệ chọi 2024 | Nguồn |
| ------------------------------------------------------------------------ | --------------- | ----- |
| Trường Trung học phổ thông chuyên Khoa học Tự nhiên                      | 1/35            | [ 2 ] |
| Trường Trung học chuyên Đại Học Sư Phạm, Thành phố Hà Nội                | 1/29            | [ 3 ] |
| Trường Trung học phổ thông chuyên Hà Nội – Amsterdam                     | 1/20            | [ 2 ] |
| Trường Trung học phổ thông chuyên Chu Văn An, Thành phố Hà Nội           | 1/19            | [ 2 ] |
| Trường Trung học phổ thông chuyên Lê Hồng Phong, Thành phố Hồ Chí Minh   | 1/17            | [ 2 ] |
| Trường Trung học phổ thông chuyên Nguyễn Huệ                             | 1/17            | [ 2 ] |
| Trường Trung học phổ thông chuyên Ngoại Ngữ                              | 1/17            | [ 2 ] |
| Trường Trung học phổ thông chuyên Khoa học xã hội và Nhân văn            | 1/15            | [ 2 ] |
| Trường Phổ thông Năng khiếu, Đại học Quốc gia Thành phố Hồ Chí Minh      | 1/15            | [ 4 ] |
| Trường Trung học phổ thông chuyên Trần Đại Nghĩa (Thành phố Hồ Chí Minh) | 1/14            | [ 4 ] |

## Theo kết quả thi đại học
Từ năm 2007, Bộ Giáo dục và Đào tạo Việt Nam bắt đầu công bố danh sách thống kê chính thức điểm trung bình thi đại học của học sinh theo đơn vị trường phổ thông. Từ số liệu thống kê này, các báo Việt Nam đã đồng loạt đưa ra danh sách xếp hạng các trường trung học phổ thông của Việt Nam dựa theo tổng điểm thi đại học (3 môn) trung bình của học sinh trường đó, danh sách này chỉ cập nhật các trường có từ 100 học sinh đăng ký thi đại học trở lên. Bên cạnh đó, các báo cũng cung cấp một danh sách xếp hạng các trường theo số lượng học sinh có điểm thi đại học của 3 môn lớn hơn hoặc bằng 27, tức trung bình một môn lớn hơn hoặc bằng 9/10. Trong hai năm đã công bố danh sách là 2007 và 2008 thì các khối chuyên thuộc Trường THPT chuyên KHTN, Đại học Quốc gia Hà Nội đều luôn được xếp đầu ở cả hai danh sách điểm trung bình và điểm ba môn trên 27. Ngay từ khi đưa ra số liệu thống kê Bộ Giáo dục đã khuyến cáo rằng danh sách này chỉ có giá trị tham khảo vì nó không hoàn toàn phản ánh đúng chất lượng đào tạo của các trường trung học phổ thông, ví dụ các trường có đầu vào cao nhờ thi tuyển chặt chẽ và có ít học sinh thì tỉ lệ thí sinh thi đại học đạt điểm cao thường lớn hơn các trường tuyển đại trà theo hồ sơ và có đông lượt thí sinh thi đại học, những trường chuyên về các môn thuộc ban Tự nhiên như Toán, Lý, Hóa cũng thường có điểm trung bình thi đại học cao hơn những trường chuyên về các môn thuộc ban Xã hội như Ngoại ngữ, Ngữ văn.
Dưới đây là danh sách 30 trường đứng đầu bảng xếp hạng của kỳ thi đại học năm 2009.
| Trường                                          | Địa phương               | Thí sinh (2009) | TB (2009) | TT (2009) | TT (2008) | TT (2007) | >27 (2008) | >27 (2007) |
| ----------------------------------------------- | ------------------------ | --------------- | --------- | --------- | --------- | --------- | ---------- | ---------- |
| Khối chuyên Toán Tin, ĐHSPHN[B]                 | Hà Nội[C]                | 342             | 22,67     | 03        | 04        | 04        | 04         | 03         |
| Khối chuyên Toán, ĐHQGHN                        | Hà Nội[A]                | 289             | 22,76     | 02        | 02        | 02        | 01         | 02         |
| Khối chuyên Hóa, ĐHQGHN                         | Hà Nội[A]                | 168             | 22,49     | 04        | 03        | 01        | 03         | 01         |
| Khối chuyên Lý, ĐHQGHN                          | Hà Nội[A]                | 123             | 23,19     | 01        | 01        | 03        | 02         | 04         |
| Trường Phổ Thông Năng Khiếu ĐHQGTPHCM           | Thành phố Hồ Chí Minh[D] | 342             | 21,65     | 05        | 06        | 07        | 07         | 13         |
| Trung học Phổ thông Năng khiếu Hà Tĩnh          | Hà Tĩnh                  | 373             | 21,36     | 06        | 05        | 11        | 05         | 08         |
| Trung học Phổ thông chuyên Lê Hồng Phong        | Nam Định                 | 762             | 21,35     | 07        | 08        | 06        | 11         | 09         |
| Trung học Phổ thông Chuyên Phan Bội Châu        | Nghệ An                  | 603             | 21,11     | 08        | 10        | 12        | 08         | 10         |
| Khối chuyên Sinh, ĐHQGHN                        | Hà Nội[A]                | 175             | 21,07     | 09        | 07        | 08        | 16         | 12         |
| Trung học Phổ thông Chuyên Vĩnh Phúc            | Vĩnh Phúc                | 509             | 20,81     | 10        | 12        | 14        | 09         | 17         |
| Trung học Phổ thông Hà Nội-Amsterdam            | Hà Nội                   | 726             | 20,77     | 11        | 15        | 10        | 14         | 11         |
| Trung học Phổ thông chuyên Chu Văn An           | Hà Nội                   | 398             | 20,69     | 12        | 13        | 15        | 21         | 19         |
| Trường THPT chuyên ngữ, ĐHQGHN[E]               | Hà Nội[A]                | 498             | 20,64     | 13        | 09        | 05        | 33         | 18         |
| Trung học Phổ thông Chuyên Thái Bình            | Thái Bình                | 571             | 20,63     | 14        | 14        | 17        | 06         | 14         |
| Trung học Phổ thông Chuyên Quang Trung          | Bình Phước               | 227             | 20,47     | 15        | 11        | 48        | 22         | 35         |
| Trung học Phổ thông Chuyên Bắc Ninh             | Bắc Ninh                 | 339             | 20,44     | 16        | 27        | 29        | 19         | 22         |
| Trung học Phổ thông Chuyên Lê Quý Đôn           | Khánh Hòa                | 237             | 20,31     | 17        | 26        | 22        | 25         | 20         |
| Trường Trung học phổ thông chuyên Lê Hồng Phong | Thành phố Hồ Chí Minh    | 847             | 20,30     | 18        | 17        | 16        | 21         | 21         |
| Trường Trung học Phổ thông chuyên Nguyễn Trãi   | Hải Dương                | 545             | 20,21     | 19        | 16        | 13        | 12         | 06         |
| Trung học Phổ thông Chuyên Lam Sơn              | Thanh Hóa                | 513             | 20,09     | 20        | 22        | 18        | 15         | 07         |
| Trung học Phổ thông Chuyên Trần Phú             | Hải Phòng                | 814             | 19,83     | 21        | 24        | 09        | 10         | 05         |
| Trung học Phổ thông Chuyên Hưng Yên             | Hưng Yên                 | 514             | 19,62     | 22        | 21        | 20        | 20         | 25         |
| Trung học Phổ thông Chuyên Lương Thế Vinh       | Đồng Nai                 | 576             | 19,47     | 23        | 23        | 27        | 37         | 54         |
| Trung học Phổ thông Quốc học (Chất lượng cao)   | Huế                      | 1185            | 19,46     | 24        | 19        | 34        | 18         | 31         |
| Trung học Phổ thông Chuyên Hà Nam               | Hà Nam                   | 438             | 19,40     | 25        | 19        | 21        | 13         | 24         |
| Trung học Phổ thông Chuyên Lê Quý Đôn           | Bình Định                | 430             | 19,00     | 26        | 18        | 23        | 31         | 34         |
| Trung học Phổ thông Chuyên Lê Quý Đôn           | Bà Rịa – Vũng Tàu        | 429             | 18,93     | 27        | 35        | 46        | 17         | 41         |
| Trung học Phổ thông Chuyên Nguyễn Huệ           | Hà Nội                   | 1081            | 18,52     | 28        | 48        | 33        | 32         | 23         |
| Khối chuyên Toán, Đại học Vinh                  | Nghệ An[F]               | 818             | 18,50     | 29        | 29        | 41        | 27         | 15         |
| Trung học Phổ thông Chuyên Hạ Long              | Quảng Ninh               | 513             | 18,49     | 30        | 37        | 35        | 41         | 81         |

Chú thích
- TB: Tổng điểm ba môn thi đại học trung bình của một lượt thí sinh; TT: Thứ tự xếp hạng của từng năm tính theo điểm trung bình; >27: Thứ tự xếp hạng của từng năm tính theo tổng số lượt thí sinh có điểm lớn hơn 27
- Tăng hạng so với năm trước  Giữ nguyên vị trị  Tụt hạng so với năm trước

Ghi chú
- [F]: Tuy đóng trên địa bàn Nghệ An nhưng Khối chuyên Toán, Đại học Vinh trực thuộc Đại học Vinh chứ không trực thuộc Sở Giáo dục và Đào tạo Nghệ An.

## Theo kết quả thi quốc gia
Báo chí Việt Nam đôi khi còn xếp hạng các trường trung học phổ thông theo kết quả Kì thi Học sinh giỏi Quốc gia cấp phổ thông trung học của mỗi trường. Do đặc thù đào tạo nên các trường có kết quả cao nhất trong kì thi này luôn luôn là các trường chuyên, cơ sở đào tạo có thi tuyển đầu vào và chất lượng dạy, học được Sở Giáo dục và Đào tạo các tỉnh, thành phố quan tâm đặc biệt. Dưới đây là danh sách 10 trường trung học phổ thông đứng đầu Kì thi Học sinh giỏi Quốc gia năm 2009 xếp theo số giải quốc gia mỗi đơn vị giành được. Danh sách này cũng chỉ có giá trị tham khảo vì không phải đơn vị dự thi nào cũng tham gia đầy đủ 12 môn của kì thi này (gồm Toán học, Vật lý, Hóa học, Tin học, Sinh học, Ngữ văn, Lịch sử, Địa lý, Anh văn, Pháp văn, Trung văn và Nga văn), số lượng thí sinh dự thi của các trường thuộc từng đơn vị dự thi cũng khác nhau.
| TT | Trường                       | Địa phương | GQG (2009) | GQG (2008) | GQG (2007) |
| --- | ---------------------------- | ---------- | ---------- | ---------- | ---------- |
| 01 | THPT chuyên Lê Hồng Phong    | Nam Định   | 79         | 60         | 56         |
| 02 | THPT chuyên Lê Quý Đôn       | Đà Nẵng    | 65         | 45         | 44         |
| 03 | THPT chuyên Trần Phú         | Hải Phòng  | 63         | 50         | 45         |
| 04 | THPT chuyên Lam Sơn          | Thanh Hóa  | 62         | 37         | 44         |
| 05 | THPT chuyên Hà Nội-Amsterdam | Hà Nội     | 60         | 43         | 39         |
| 06 | THPT chuyên KHTN, ĐH QG HN   | Hà Nội     | 59         | 36         | 45         |
| 07 | THPT chuyên Nguyễn Trãi      | Hải Dương  | 57         | 51         | 59         |
| 08 | THPT chuyên Phan Bội Châu    | Nghệ An    | 54         | 49         | 49         |
| 09 | THPT chuyên Biên Hòa         | Hà Nam     | 53         | 42         | 45         |
| 10 | THPT chuyên Vĩnh Phúc        | Vĩnh Phúc  | 51         | 50         | 52         |
| Ghi chú: - Năm 2009 là năm đầu tiên Hà Nội dự thi sau khi sáp nhập địa giới Hà Tây vì vậy đoàn Hà Nội trong một số môn được đặc cách cho 12 thí sinh dự thi thay vì từ 6 đến 8 như thông thường để đảm bảo quyền lợi cho học sinh trường chuyên cũ của tỉnh Hà Tây là Trung học Phổ thông Chuyên Nguyễn Huệ vốn cũng là một đơn vị mạnh trong các kì thi học sinh giỏi quốc gia trước đó. |                              |            |            |            |            |